# Temporada 2009 de la NFL
La temporada 2009 de la NFL fue la 90.ª temporada de la NFL, la liga de fútbol americano más importante de los Estados Unidos. La pretemporada comenzó en 9 de agosto de 2009 y la temporada regular dio comienzo el 10 de septiembre. Terminará con el Super Bowl XLIV, el partido de campeonato de la liga el 7 de febrero de 2010 en el Sun Life Stadium en Miami Gardens, Florida.
En esta temporada el Pro Bowl se jugará una semana antes del Super Bowl, a diferencia de las temporadas anteriores cuando se jugaba una semana después del mismo.

## Aniversarios

### Quincuagésimo aniversario de la American Football League
Esta temporada marca el aniversario número 50 de los ocho miembros originales de la American Football League, la cual comenzó a operar en 1960 y que actualmente forma la mayor parte de la  American Football Conference (AFC):
- Boston Patriots, ahora conocidos como los New England Patriots
- Buffalo Bills
- Dallas Texans, ahora conocidos como los Kansas City Chiefs
- Denver Broncos
- Houston Oilers, ahora conocidos como los Tennessee Titans
- Los Angeles Chargers, ahora conocidos como los San Diego Chargers
- The Titans of New York, ahora conocidos como los New York Jets
- Oakland Raiders (Originalmente eran los Oakland Señores, pero cambiaron su nombre a Raiders antes de su primer partido.)

### Otros aniversarios
También se celebra la cuadragésima temporada regular a partir de la que la fusión de la AFL-NFL fue completada de manera oficial en 1970, así como la sexagésima temporada desde que la All-America Football Conference se fusionó con la NFL, agregando a la liga a los equipos Cleveland Browns y San Francisco 49ers. No se celebrara festividad alguna para esos equipos, pero Cleveland es posible que siga usando sus uniformes con sus colores antiguos como lo ha hecho en años anteriores, mientras que San Francisco volvió a sus colores viejos (como los usados en sus años de gloria de sus cinco victorias de Super Bowl).

## Calendario
Esta temporada, los partidos intraconferencia e interconferencia se han programado de la siguiente manera
| Intraconferencia                                                                                              | Interconferencia                                                                                              |
| --- | --- |
| - AFC Este contra AFC Sur - AFC Norte contra AFC Oeste - NFC Este contra NFC Sur - NFC Norte contra NFC Oeste | - AFC Este contra NFC Sur - AFC Norte contra NFC Norte - AFC Sur contra NFC Oeste - AFC Oeste contra NFC Este |

## Clasificación de la temporada regular
| PG   | Partidos ganados |
| PP   | Partidos perdidos |
| PE   | Partidos empatados |
| PCT  | Porcentaje de victorias |
| DIV  | Resultado de División |
| CONF | Resultado de Conferencia |
| PF   | Puntos a favor |
| PC   | Puntos en contra |
| ( )  | Clasificado para los playoffs, el paréntesis indica la posición como cabeza de serie o equipo sembrado en cada conferencia. |

| AFC Este                |    |    |    |      |     |      |     |     |
| Equipos                 | PG | PP | PE | PCT  | DIV | CONF | PF  | PC  |
| New England Patriots(3) | 10 | 6  | 0  | .625 | 4-2 | 7-5  | 427 | 285 |
| New York Jets(5)        | 9  | 7  | 0  | .562 | 2-4 | 7-5  | 348 | 236 |
| Miami Dolphins          | 7  | 9  | 0  | .438 | 4-2 | 5-7  | 360 | 390 |
| Buffalo Bills           | 6  | 10 | 0  | .375 | 2-4 | 4-8  | 258 | 326 |

| AFC Norte              |    |    |    |      |     |      |     |     |
| Equipos                | PG | PP | PE | PCT  | DIV | CONF | PF  | PC  |
| Cincinnati Bengals (4) | 10 | 6  | 0  | .625 | 6-0 | 7-5  | 305 | 291 |
| Baltimore Ravens(6)    | 9  | 7  | 0  | .562 | 3-3 | 7-5  | 391 | 261 |
| Pittsburgh Steelers    | 9  | 7  | 0  | .562 | 2-4 | 6-6  | 368 | 324 |
| Cleveland Browns       | 5  | 11 | 0  | .312 | 1-5 | 5-7  | 245 | 375 |

| AFC Sur                |    |    |    |      |     |      |     |     |
| Equipos                | PG | PP | PE | PCT  | DIV | CONF | PF  | PC  |
| Indianapolis Colts (1) | 14 | 2  | 0  | .875 | 6-0 | 10-2 | 416 | 307 |
| Houston Texans         | 9  | 7  | 0  | .562 | 1-5 | 6-6  | 388 | 333 |
| Tennessee Titans       | 8  | 8  | 0  | .500 | 2-4 | 4-8  | 354 | 402 |
| Jacksonville Jaguars   | 7  | 9  | 0  | .438 | 3-3 | 6-6  | 290 | 380 |

| AFC Oeste              |    |    |    |      |     |      |     |     |
| Equipos                | PG | PP | PE | PCT  | DIV | CONF | PF  | PC  |
| San Diego Chargers (2) | 13 | 3  | 0  | .812 | 5-1 | 9-3  | 454 | 320 |
| Denver Broncos         | 8  | 8  | 0  | .500 | 3-3 | 6-6  | 326 | 324 |
| Oakland Raiders        | 5  | 11 | 0  | .312 | 2-4 | 4-8  | 197 | 379 |
| Kansas City Chiefs     | 4  | 12 | 0  | .250 | 2-4 | 3-9  | 294 | 424 |

| NFC Este                |    |    |    |      |     |      |     |     |
| Equipos                 | PG | PP | PE | PCT  | DIV | CONF | PF  | PC  |
| Dallas Cowboys(3)       | 11 | 5  | 0  | .688 | 4-2 | 9-3  | 361 | 250 |
| Philadelphia Eagles (6) | 11 | 5  | 0  | .688 | 4-2 | 9-3  | 429 | 337 |
| New York Giants         | 8  | 8  | 0  | .500 | 4-2 | 6-6  | 402 | 427 |
| Washington Redskins     | 4  | 12 | 0  | .250 | 0-6 | 2-10 | 266 | 336 |

| NFC Norte             |    |    |    |      |     |      |     |     |
| Equipos               | PG | PP | PE | PCT  | DIV | CONF | PF  | PC  |
| Minnesota Vikings (2) | 12 | 4  | 0  | .750 | 5-1 | 9-3  | 470 | 312 |
| Green Bay Packers(5)  | 11 | 5  | 0  | .688 | 4-2 | 9-3  | 461 | 297 |
| Chicago Bears         | 7  | 9  | 0  | .438 | 3-3 | 5-7  | 327 | 375 |
| Detroit Lions         | 2  | 14 | 0  | .125 | 0-6 | 1-11 | 262 | 494 |

| NFC Sur                |    |    |    |      |     |      |     |     |
| Equipos                | PG | PP | PE | PCT  | DIV | CONF | PF  | PC  |
| New Orleans Saints (1) | 13 | 3  | 0  | .812 | 4-2 | 9-3  | 510 | 341 |
| Atlanta Falcons        | 9  | 7  | 0  | .562 | 3-3 | 6-6  | 363 | 325 |
| Carolina Panthers      | 8  | 8  | 0  | .500 | 4-2 | 8-4  | 315 | 308 |
| Tampa Bay Buccaneers   | 3  | 13 | 0  | .188 | 1-5 | 3-9  | 244 | 400 |

| NFC Oeste             |    |    |    |      |     |      |     |     |
| Equipos               | PG | PP | PE | PCT  | DIV | CONF | PF  | PC  |
| Arizona Cardinals (4) | 10 | 6  | 0  | .625 | 4-2 | 8-4  | 375 | 325 |
| San Francisco 49ers   | 8  | 8  | 0  | .500 | 5-1 | 7-5  | 330 | 281 |
| Seattle Seahawks      | 5  | 11 | 0  | .312 | 3-3 | 4-8  | 280 | 390 |
| St. Louis Rams        | 1  | 15 | 0  | .062 | 0-6 | 1-11 | 175 | 436 |

Criterios de desempate
1. ↑  New England calificó como el cabeza de serie #3 de toda la AFC basado en lo que la NFL llama fuerza de victoria, que es el cálculo del porcentaje de los partidos ganados de los equipos que perdieron en contra de los equipos que quedan con la misma marca. El mejor porcentaje es el que marca el desempate[3] (en este caso esa marca de partidos ganados de esos equipos derrotados fue de .450 de New England fue mejor que el .438 de Cincinnati).
2. 1 2  Baltimore y los N.Y. Jets calificaron como wild cards en la AFC basados en su marca en contra de equipos de su misma conferencia (7-5 de Baltimore y Jets en contra del 6-6 de Houston).
3. ↑  Los N.Y. Jets calificaron como el cabeza de serie #5 de la AFC basado en los partidos en común (4-0 de los Jets en contra del 1-4 de Baltimore).
4. ↑  Baltimore finalizó en el segundo lugar de la AFC Norte basado en su marca en contra de rivales de su misma división (su marca de 3-3 fue mejor que la de 2-4 de Pittsburgh).
5. ↑  Dallas fue campeón de la NFC Este basado en los enfrentamientos frente a frente con Philadelphia (Dallas le ganó los dos partidos de temporada regular a Philadelphia).
6. ↑  Green Bay calificó como el cabeza de serie #5 de la NFC basado en los partidos en común (4-1 de Green Bay en contra del 3-2 de Philadelphia).

## Playoffs
Los partidos de wild cards serán los días 9 y 10 de enero de 2010. Los Playoffs Divisionales se jugarán los días 16 y 17  de enero y los partidos de Campeonato de Conferencia serán el 24 de enero. El partido final (Super Bowl XLIV) será jugado el 7 de febrero de 2010 en el Dolphin Stadium en Miami Gardens, Florida.
| Siembra de playoffs |                                         |                                       |
| Sembrado            | AFC                                     | NFC                                   |
| 1                   | Indianapolis Colts (ganador del Sur)    | New Orleans Saints (ganador del Sur)  |
| 2                   | San Diego Chargers (ganador del Oeste)  | Minnesota Vikings (ganador del Norte) |
| 3                   | New England Patriots (ganador del Este) | Dallas Cowboys (ganador del Este)     |
| 4                   | Cincinnati Bengals (ganador del Norte)  | Arizona Cardinals (ganador del Oeste) |
| 5                   | New York Jets                           | Green Bay Packers                     |
| 6                   | Baltimore Ravens                        | Philadelphia Eagles                   |

### Bracket
|  | Ronda Wild Card                             | Ronda Wild Card                             | Ronda Wild Card                             |   |              | Ronda divisional                           | Ronda divisional                           | Ronda divisional                           |                                   |                                   | Finales de conferencia            | Finales de conferencia | Finales de conferencia |  |  | Super Bowl | Super Bowl | Super Bowl |
|  |                                             |                                             |                                             |   |              |                                            |                                            |                                            |                                   |                                   |                                   |                        |                        |  |  |            |            |            |
|  | 9 de enero – Cowboys Stadium                | 9 de enero – Cowboys Stadium                | 9 de enero – Cowboys Stadium                |   |              | 17 de enero – Hubert H. Humphrey Metrodome | 17 de enero – Hubert H. Humphrey Metrodome | 17 de enero – Hubert H. Humphrey Metrodome |                                   |                                   |                                   |                        |                        |  |  |            |            |            |
|  | 9 de enero – Cowboys Stadium                | 9 de enero – Cowboys Stadium                | 9 de enero – Cowboys Stadium                |   |              | 17 de enero – Hubert H. Humphrey Metrodome | 17 de enero – Hubert H. Humphrey Metrodome | 17 de enero – Hubert H. Humphrey Metrodome |                                   |                                   |                                   |                        |                        |  |  |            |            |            |
|  | 9 de enero – Cowboys Stadium                | 9 de enero – Cowboys Stadium                | 9 de enero – Cowboys Stadium                |   |              | 17 de enero – Hubert H. Humphrey Metrodome | 17 de enero – Hubert H. Humphrey Metrodome | 17 de enero – Hubert H. Humphrey Metrodome |                                   |                                   |                                   |                        |                        |  |  |            |            |            |
|  | 9 de enero – Cowboys Stadium                | 9 de enero – Cowboys Stadium                | 9 de enero – Cowboys Stadium                |   |              | 17 de enero – Hubert H. Humphrey Metrodome | 17 de enero – Hubert H. Humphrey Metrodome | 17 de enero – Hubert H. Humphrey Metrodome |                                   |                                   |                                   |                        |                        |  |  |            |            |            |
|  | 6                                           | Philadelphia                                | 14                                          |   |              | 17 de enero – Hubert H. Humphrey Metrodome | 17 de enero – Hubert H. Humphrey Metrodome | 17 de enero – Hubert H. Humphrey Metrodome |                                   |                                   |                                   |                        |                        |  |  |            |            |            |
|  | 6                                           | Philadelphia                                | 14                                          | 3 | Dallas       | 3                                          |                                            |                                            |                                   |                                   |                                   |                        |                        |  |  |            |            |            |
|  | 3                                           | Dallas                                      | 34                                          | 3 | Dallas       | 3                                          |                                            |                                            | 24 de enero - Louisiana Superdome | 24 de enero - Louisiana Superdome | 24 de enero - Louisiana Superdome |                        |                        |  |  |            |            |            |
|  | 3                                           | Dallas                                      | 34                                          | 2 | Minnesota    | 34                                         |                                            |                                            | 24 de enero - Louisiana Superdome | 24 de enero - Louisiana Superdome | 24 de enero - Louisiana Superdome |                        |                        |  |  |            |            |            |
|  |                                             |                                             |                                             | 2 | Minnesota    | 34                                         |                                            |                                            | 24 de enero - Louisiana Superdome | 24 de enero - Louisiana Superdome | 24 de enero - Louisiana Superdome |                        |                        |  |  |            |            |            |
|  |                                             |                                             |                                             |   |              |                                            |                                            |                                            | 24 de enero - Louisiana Superdome | 24 de enero - Louisiana Superdome | 24 de enero - Louisiana Superdome |                        |                        |  |  |            |            |            |
|  | 10 de enero – University of Phoenix Stadium | 10 de enero – University of Phoenix Stadium | 10 de enero – University of Phoenix Stadium | 2 | Minnesota    | 28                                         |                                            |                                            |                                   |                                   |                                   |                        |                        |  |  |            |            |            |
|  | 10 de enero – University of Phoenix Stadium | 10 de enero – University of Phoenix Stadium | 10 de enero – University of Phoenix Stadium | 2 | Minnesota    | 28                                         | 16 de enero – Louisiana Superdome          |                                            |                                   |                                   |                                   |                        |                        |  |  |            |            |            |
|  | 10 de enero – University of Phoenix Stadium | 10 de enero – University of Phoenix Stadium | 10 de enero – University of Phoenix Stadium |   | 1            | New Orleans                                | 31                                         |                                            |                                   |                                   |                                   |                        |                        |  |  |            |            |            |
|  | 10 de enero – University of Phoenix Stadium | 10 de enero – University of Phoenix Stadium | 10 de enero – University of Phoenix Stadium |   | 1            | New Orleans                                | 31                                         |                                            |                                   |                                   |                                   |                        |                        |  |  |            |            |            |
|  | 5                                           | Green Bay                                   | 45                                          |   |              |                                            |                                            |                                            |                                   |                                   |                                   |                        |                        |  |  |            |            |            |
|  | 5                                           | Green Bay                                   | 45                                          | 4 | Arizona      | 14                                         |                                            |                                            |                                   |                                   |                                   |                        |                        |  |  |            |            |            |
|  | 4                                           | Arizona                                     | 51                                          | 4 | Arizona      | 14                                         |                                            |                                            | 7 de febrero – Dolphin Stadium    | 7 de febrero – Dolphin Stadium    | 7 de febrero – Dolphin Stadium    |                        |                        |  |  |            |            |            |
|  | 4                                           | Arizona                                     | 51                                          | 1 | New Orleans  | 45                                         |                                            |                                            | 7 de febrero – Dolphin Stadium    | 7 de febrero – Dolphin Stadium    | 7 de febrero – Dolphin Stadium    |                        |                        |  |  |            |            |            |
|  |                                             |                                             |                                             | 1 | New Orleans  | 45                                         |                                            |                                            |                                   | 7 de febrero – Dolphin Stadium    | 7 de febrero – Dolphin Stadium    |                        |                        |  |  |            |            |            |
|  |                                             |                                             |                                             |   |              |                                            |                                            |                                            |                                   | 7 de febrero – Dolphin Stadium    | 7 de febrero – Dolphin Stadium    |                        |                        |  |  |            |            |            |
|  | 9 de enero – Paul Brown Stadium             | 9 de enero – Paul Brown Stadium             | 9 de enero – Paul Brown Stadium             | 1 | New Orleans  | 31                                         |                                            |                                            |                                   |                                   |                                   |                        |                        |  |  |            |            |            |
|  | 9 de enero – Paul Brown Stadium             | 9 de enero – Paul Brown Stadium             | 9 de enero – Paul Brown Stadium             | 1 | New Orleans  | 31                                         | 17 de enero – Qualcomm Stadium             |                                            |                                   |                                   |                                   |                        |                        |  |  |            |            |            |
|  | 9 de enero – Paul Brown Stadium             | 9 de enero – Paul Brown Stadium             | 9 de enero – Paul Brown Stadium             |   | 2            | Indianapolis                               | 17                                         |                                            |                                   |                                   |                                   |                        |                        |  |  |            |            |            |
|  | 9 de enero – Paul Brown Stadium             | 9 de enero – Paul Brown Stadium             | 9 de enero – Paul Brown Stadium             |   | 2            | Indianapolis                               | 17                                         |                                            |                                   |                                   |                                   |                        |                        |  |  |            |            |            |
|  | 5                                           | N.Y. Jets                                   | 24                                          |   |              |                                            |                                            |                                            |                                   |                                   |                                   |                        |                        |  |  |            |            |            |
|  | 5                                           | N.Y. Jets                                   | 24                                          | 5 | N.Y. Jets    | 17                                         |                                            |                                            |                                   |                                   |                                   |                        |                        |  |  |            |            |            |
|  | 4                                           | Cincinnati                                  | 14                                          | 5 | N.Y. Jets    | 17                                         |                                            |                                            | 24 de enero - Lucas Oil Stadium   | 24 de enero - Lucas Oil Stadium   | 24 de enero - Lucas Oil Stadium   |                        |                        |  |  |            |            |            |
|  | 4                                           | Cincinnati                                  | 14                                          | 2 | San Diego    | 14                                         |                                            |                                            | 24 de enero - Lucas Oil Stadium   | 24 de enero - Lucas Oil Stadium   | 24 de enero - Lucas Oil Stadium   |                        |                        |  |  |            |            |            |
|  |                                             |                                             |                                             | 2 | San Diego    | 14                                         |                                            |                                            | 24 de enero - Lucas Oil Stadium   | 24 de enero - Lucas Oil Stadium   | 24 de enero - Lucas Oil Stadium   |                        |                        |  |  |            |            |            |
|  |                                             |                                             |                                             |   |              |                                            |                                            |                                            | 24 de enero - Lucas Oil Stadium   | 24 de enero - Lucas Oil Stadium   | 24 de enero - Lucas Oil Stadium   |                        |                        |  |  |            |            |            |
|  | 10 de enero – Gillette Stadium              | 10 de enero – Gillette Stadium              | 10 de enero – Gillette Stadium              | 5 | N.Y. Jets    | 17                                         |                                            |                                            |                                   |                                   |                                   |                        |                        |  |  |            |            |            |
|  | 10 de enero – Gillette Stadium              | 10 de enero – Gillette Stadium              | 10 de enero – Gillette Stadium              | 5 | N.Y. Jets    | 17                                         | 16 de enero – Lucas Oil Stadium            |                                            |                                   |                                   |                                   |                        |                        |  |  |            |            |            |
|  | 10 de enero – Gillette Stadium              | 10 de enero – Gillette Stadium              | 10 de enero – Gillette Stadium              |   | 1            | Indianapolis                               | 30                                         |                                            |                                   |                                   |                                   |                        |                        |  |  |            |            |            |
|  | 10 de enero – Gillette Stadium              | 10 de enero – Gillette Stadium              | 10 de enero – Gillette Stadium              |   | 1            | Indianapolis                               | 30                                         |                                            |                                   |                                   |                                   |                        |                        |  |  |            |            |            |
|  | 6                                           | Baltimore                                   | 33                                          |   |              |                                            |                                            |                                            |                                   |                                   |                                   |                        |                        |  |  |            |            |            |
|  | 6                                           | Baltimore                                   | 33                                          | 6 | Baltimore    | 3                                          |                                            |                                            |                                   |                                   |                                   |                        |                        |  |  |            |            |            |
|  | 3                                           | New England                                 | 14                                          | 6 | Baltimore    | 3                                          |                                            |                                            |                                   |                                   |                                   |                        |                        |  |  |            |            |            |
|  | 3                                           | New England                                 | 14                                          | 1 | Indianapolis | 20                                         |                                            |                                            |                                   |                                   |                                   |                        |                        |  |  |            |            |            |
|  |                                             |                                             |                                             | 1 | Indianapolis | 20                                         |                                            |                                            |                                   |                                   |                                   |                        |                        |  |  |            |            |            |

- Local en cada partido: El local en cada partido es el equipo mejor clasificado, el equipo de abajo en el cuadro, excepto en el Super Bowl que es un estadio neutral.

### Partidos de Wild Card o Comodines

#### Sábado 9 de enero de 2010

##### AFC: New York Jets 24, Cincinnati Bengals 14
en el Paul Brown Stadium, Cincinnati, Ohio
- Hora programada: 4:30 p. m. EST
- Condiciones climáticas: -6 °C (21,2 °F), nublado
- Presentadores (NBC): Tom Hammond (relator), Joe Theismann, Joe Gibbs (comentaristas) y Tiki Barber (campo de juego)
- Oficial: Bill Leavy
- Asistencia: 63,686

- Recuento de anotaciones
  - 1.er Cuarto
    - CIN - Pase de 11 yardas de Carson Palmer a Laveranues Coles (PAT de Shayne Graham), 7:07. Bengals 7-0. Serie: 7 jugadas, 45 yardas, 3:03.

  - 2.o Cuarto
    - NYJ - Carrera de 39 yardas de Shonn Greene (PAT de Jay Feely), 11:52. Empate 7-7. Serie ofensiva: 2 jugadas, 47 yardas, 0:49.
    - NYJ - Pase de 45 yardas de Mark Sánchez a Dustin Keller (PAT de Jay Feely), 6:19. Jets 14-7. Serie ofensiva: 4 jugadas, 57 yardas, 2:07.

  - 3.er Cuarto
    - NYJ - Carrera de 9 yardas de Thomas Jones (PAT de Jay Feely), 2:18. Jets 21-7. Serie ofensiva: 8 jugadas, 75 yardas, 4:06.

  - 4.o Cuarto
    - CIN - Carrera de 47 yardas de Cedric Benson (PAT de Shayne Graham), 11:04. Jets 21-14. Serie ofensiva: 2 jugadas, 56 yardas, 0:52.
    - NYJ - Field goal de 20 yardas de Jay Feely, 5:47. Jets 24-14. Serie ofensiva: 8 jugadas, 66 yardas, 5:17.

##### NFC: Dallas Cowboys 34, Philadelphia Eagles 14
en el Cowboys Stadium, Arlington, Texas
- Hora programada: 8:00 p. m. EST/7:00 p. m. CST
- Condiciones climáticas: Jugado bajo techo, estadio con techo retráctil
- Presentadores (NBC): Al Michaels (relator), Cris Collinsworth (comentarista) y Andrea Kremer (campo de juego)
- Oficial: Ed Hochuli
- Asistencia: 92,951

- Recuento de anotaciones
  - 1.er Cuarto
    - Ninguna

  - 2.o Cuarto
    - DAL - Pase de 1 yarda de Tony Romo  a John Phillips (PAT de Shaun Suisham), 14:09. Cowboys 7-0. Serie ofensiva: 4 jugadas, 55 yardas, 2:16.
    - PHI - Pase de 76 yardas de Michael Vick a Jeremy Maclin (PAT de David Akers), 13:19. Empate 7-7. Serie ofensiva: 2 jugadas, 83 yardas, 0:50.
    - DAL - Carrera de 1 yarda de Tashard Choice (PAT de Shaun Suisham), 9:14. Cowboys 14-7. Serie ofensiva: 10 jugadas, 85 yardas, 4:05.
    - DAL - Field goal de 25 yardas de Shaun Suisham, 3:39. Cowboys 17-7. Serie ofensiva: 8 jugadas, 51 yardas, 3:56.
    - DAL - Pase de 6 yardas de Tony Romo a Miles Austin (PAT de Shaun Suisham), 1:55. Cowboys 24-7. Serie ofensiva: 3 jugadas, 18 yardas, 1:28.
    - DAL - Field goal de 48 yardas de Shaun Suisham, 0:02. Cowboys 27-7. Serie ofensiva: 7 jugadas, 28 yardas, 0:49.

  - 3.er Cuarto
    - DAL - Carrera de 73 yardas de Félix Jones (PAT de Shaun Suisham), 5:33. Cowboys 34-7. Serie ofensiva: 4 jugadas, 89 yardas, 2:22.

  - 4.o Cuarto
    - PHI - Pase de 4 yardas de Donovan McNabb a DeSean Jackson (PAT de David Akers), 13:30. Cowboys 34-14. Serie ofensiva: 9 jugadas, 89 yardas, 3:23.

- Otras notas de partido:[5]
  - Esta fue la primera victoria de playoff de los Cowboys desde 1996, tiempo suficiente para que dos de los titulares de ese partido ya sean parte del Salón de la Fama y otros dos más sean finalistas en las votaciones para la selección de la generación 2010 del Salón de la Fama. Esta victoria también terminó con la racha de seis partidos de playoff perdidos, cantidad que empata una marca de la NFL.
  - La asistencia fue de 92,951 personas, la mayor cantidad en la historia de la NFL para un partido de playoff que no sea un Super Bowl.

#### Domingo 10 de enero de 2010

##### AFC: Baltimore Ravens 33, New England Patriots 14
en el Gillette Stadium, Foxborough, Massachusetts
- Hora programada: 1:00 p. m. EST
- Condiciones climáticas: -3 °C (27 °F), soleado
- Presentadores (CBS): Jim Nantz (relator) y Phil Simms (comentarista)
- Oficial: Gene Steratore
- Asistencia:
- Recuento de anotaciones
  - 1.er Cuarto
    - BAL - Carrera de 83 yardas de Ray Rice (PAT de Billy Cundiff), 14:56. Ravens 7-0. Serie ofensiva: 1 jugada, 83 yardas, 0:17.
    - BAL - Carrera de 1 yarda de Le'Ron McClain (PAT  de Billy Cundiff) 10:33 Ravens 14-0. Serie ofensiva: 5 jugadas, 17 yardas, 2:44
    - BAL - Carrera de 1 yarda de Ray Rice (PAT de Billy Cundiff) 3:59 Ravens 21-0. erie ofensiva: 6 jugadas, 25 yardas, 2:54
    - BAL - Field goal de 27 yardas de Billy Cundiff, 1:24 Ravens 24-0. Serie ofensiva: 4 jugadas, 0 yardas, 1:37

  - 2.o Cuarto
    - NE - Pase de 6 yardas de Tom Brady a Julian Edelman (PAT de Stephen Gostkowski), 11:33. Ravens 24-7. Serie ofensiva: 6 jugadas, 16 yardas, 2:45

  - 3.er Cuarto
    - BAL - Field goal de 23 yardas de Billy Cundiff, 6:18. Ravens 27-7. Serie ofensiva: 6 jugadas, 18 yardas, 3:31.
    - NE - Pase de 1 yarda de Tom Brady a Julian Edelman (PAT de Stephen Gostkowski), 1:52. Ravens 27-14. Serie ofensiva: 10 jugadas, 53 yardas, 4:31.

  - 4.o Cuarto
    - BAL - Carrera de 3 yardas de Willis McGahee (conversión de dos puntos fallida), 10:32. Ravens 33-14. Serie ofensiva: 12 jugadas, 52 yardas, 6:15.

##### NFC: Green Bay Packers 45, Arizona Cardinals 51
en el University of Phoenix Stadium, Glendale, Arizona
- Hora programada: 4:40 p. m. EST/2:40 p. m. MST
- Condiciones climáticas: Jugado bajo techo, estadio con techo retráctil
- Presentadores (Fox): Joe Buck (relator), Troy Aikman (comentarista) y Pam Oliver (campo de juego)
- Oficial: Scott Green
- Asistencia:
- Recuento de anotaciones
  - 1.er Cuarto
    - ARI – Carrera de 1 yarda de Tim Hightower (PAT de Neil Rackers), 11:08. Cardinals 7–0. Serie ofensiva: 7 jugadas, 40 yardas, 3:38.
    - ARI – Pase de 15 yardas de Kurt Warner a Early Doucet (PAT de Neil Rackers), 9:23. Cardinals 14–0. Serie ofensiva: 2 jugadas, 22 yardas, 0:48.
    - ARI – Field goal de 23 yardas de Neil Rackers, 0:38. Cardinals 17–0. Serie ofensiva: 9 jugadas, 54 yardas, 5:20.

  - 2.o Cuarto
    - GB – Carrera de 1 yarda de Aaron Rodgers (PAT de Mason Crosby), 7:02. Cardinals 17–7. Serie ofensiva: 6 jugadas, 52 yardas, 4:14.
    - ARI – Pase de 15 yardas de Kurt Warner a Early Doucet (PAT de Neil Rackers), 2:23. Cardinals 24–7. Serie ofensiva: 8 jugadas, 79 yardas, 4:36.
    - GB – Field goal de 20 yardas de Mason Crosby, 0:00. Cardinals 24–10. Serie ofensiva: 8 jugadas, 73 yards, 2:16.

  - 3.er Cuarto
    - ARI – Pase de 33 yardas de Kurt Warner a Larry Fitzgerald (PAT de Neil Rackers), 11:15. Cardinals 31–10. Serie ofensiva: 6 jugadas, 80 yardas, 3:45.
    - GB – Pase de 6 yardas de Aaron Rodgers a Greg Jennings (PAT de Mason Crosby), 7:20. Cardinals 31–17. Serie ofensiva: 10 jugadas, 80 yardas, 3:55.
    - GB – Pase de 10 yardas de Aaron Rodgers a Jordy Nelson (PAT de Mason Crosby), 4:07. Cardinals 31–24. Serie ofensiva: 8 jugadas, 57 yardas, 3:13.
    - ARI – Pase de 11 yardas de Kurt Warner a Larry Fitzgerald (PAT de Neil Rackers), 2:41. Cardinals 38–24. Serie ofensiva: 3 jugadas, 73 yardas, 1:33.

  - 4.o Cuarto
    - GB – Pase de 30 yardas de Aaron Rodgers a James Jones (PAT de Mason Crosby), 14:16. Cardinals 38–31. Serie ofensiva: 8 jugadas, 80 yardas, 3:26.
    - GB - Carrera de 1 yarda de John Kuhn (PAT de Mason Crosby), 11:02. Empate 38-38. Serie ofensiva: 3 jugadas, 67 yardas, 0:56.
    - ARI – Pase de 17 yardas de Kurt Warner a Steve Breaston (PAT de Neil Rackers), 5:02. Cardinals 45–38. Serie ofensiva: 11 jugadas, 80 yardas, 6:02.
    - GB – Pase de 11 yardas de Aaron Rodgers a Spencer Havner (PAT de Mason Crosby), 2:00. Empate 45–45. Serie ofensiva: 7 jugadas, 71 yardas, 3:03.

  - Tiempo Extra
    - ARI – Regreso de fumble de 17 yardas de Karlos Dansby, 13:50. Cardinals 51–45.

### Playoffs divisionales

#### Sábado 16 de enero de 2010

##### NFC: Arizona Cardinals visitando a los New Orleans Saints
en el Louisiana Superdome, New Orleans, Louisiana
- Hora programada: 4:30 p. m. EST/3:30 p. m. CST
- Condiciones climáticas: Juego bajo techo, domo
- Presentadores (Fox): Kenny Albert (realtor), Daryl Johnston y Tony Siragusa (comentaristas, Johnston en cabina y Sigarusa en el campo de juego)
- Oficial:
- Asistencia:

##### AFC: Baltimore Ravens visitando a los Indianapolis Colts
en el Lucas Oil Stadium, Indianapolis, Indiana
- Hora programada: 8:15 p. m. EST
- Condiciones climáticas: Jugado bajo techo, estadio con techo retráctil
- Presentadores (CBS): Greg Gumbel (relator) y Dan Dierdorf (comentarista)
- Oficial:
- Asistencia:

#### Domingo 17 de enero de 2010

##### NFC: Dallas Cowboys visitando a los Minnesota Vikings
en el Hubert H. Humphrey Metrodome, Minneapolis, Minnesota
- Hora programada: 1:00 p. m. EST/12:00 p. m. CST
- Condiciones climáticas: Juego bajo techo, domo
- Presentadores (Fox): Joe Buck (relator), Troy Aikman (comentarista) y Pam Oliver (campo de juego)
- Oficial:
- Asistencia:

##### AFC: New York Jets visitando a los San Diego Chargers
at Qualcomm Stadium, San Diego, California
- Hora programada: 4:40 p. m. EST/1:40 p. m. PST
- Condiciones climáticas:
- TV announcers (CBS): Jim Nantz (relator) y Phil Simms (comentarista)
- Oficial:
- Asistencia: